# 레깅스

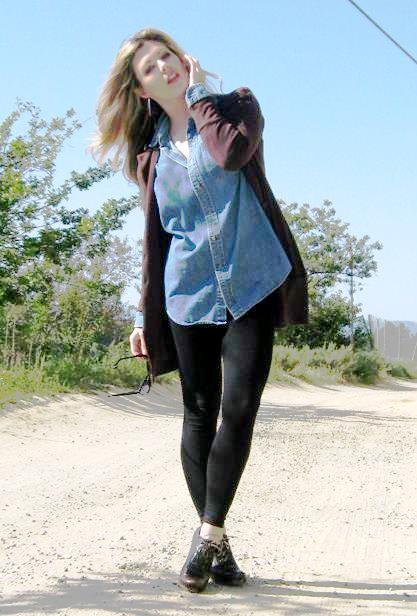
레깅스를 착용한 여성의 모습.

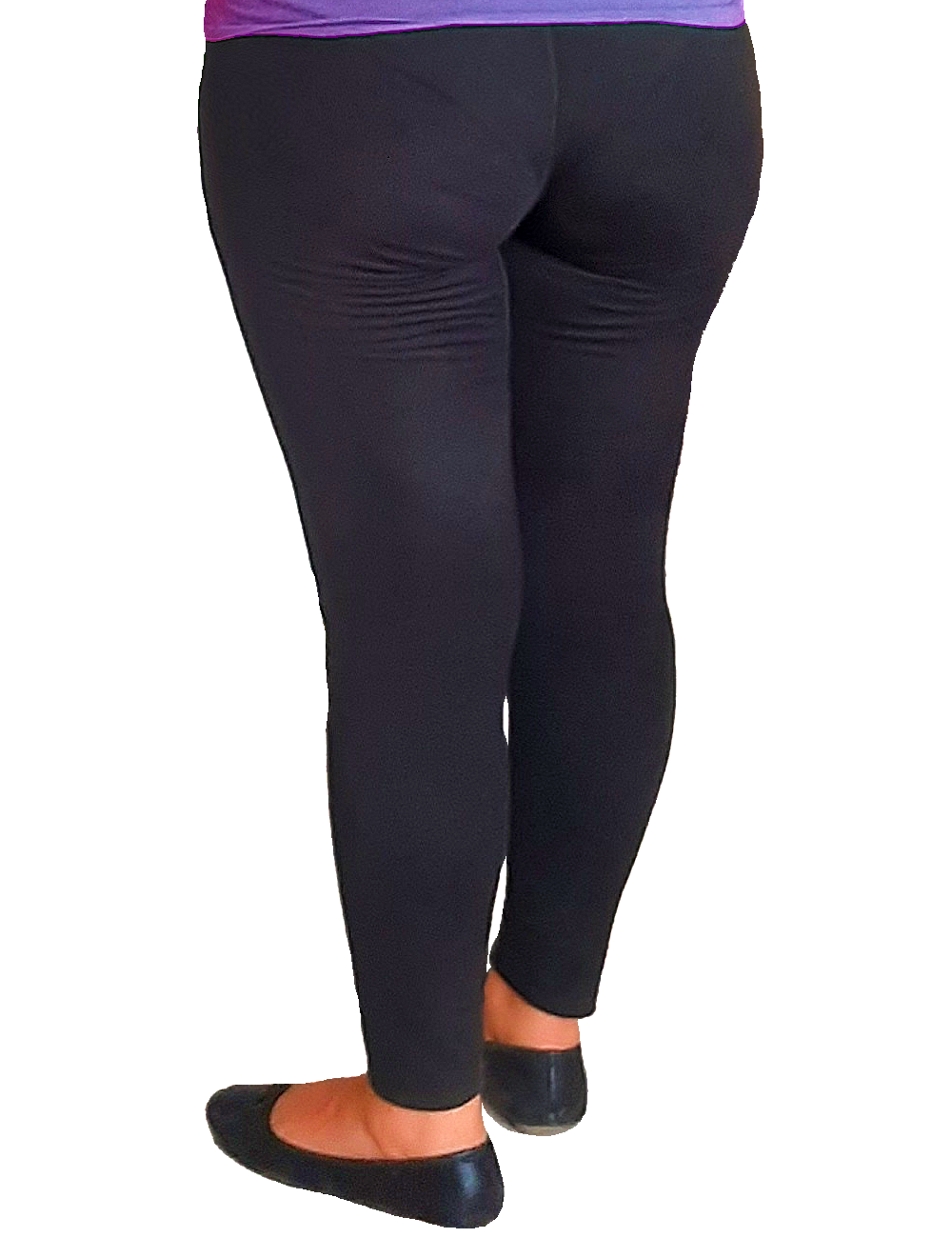
레깅스 (뒷면).

레깅스(leggings)는 사람의 허리에서 발끝까지, 주로 다리를 덮는 겉옷(leg coverings)으로 바지와 비슷하다. 또한 국립국어원은 순화어로 '양말바지'를 제시하였다. 13세기 중반 유럽에서 유래하였으며, 팬티 스타킹과 거의 모든 면에서 동일하지만 팬티 스타킹과 차이점은 팬티 스타킹은 발 부분까지 모두 덮지만 레깅스는 발 부분은 덮지 않아 바지처럼 입을 수 있다는 점이다. 남성용 레깅스도 별도로 존재하나, 내의와 비슷하며, 치마와 레깅스가 붙은 치마 레깅스도 존재한다.

## 레깅스의 종류
- 레깅스
- 5부 레깅스
- 7부 레깅스
- 고리 레깅스

## 같이 보기
- 스타킹
  - 팬티 스타킹
- 타이츠